# Christiane Maybach
Christiane Maybach (bürgerlich: Ursula „Uschi“ Müller, * 14. März 1927 in Berlin; † 12. April 2006 in Köln) war eine deutsche Schauspielerin und Synchronsprecherin.

## Leben

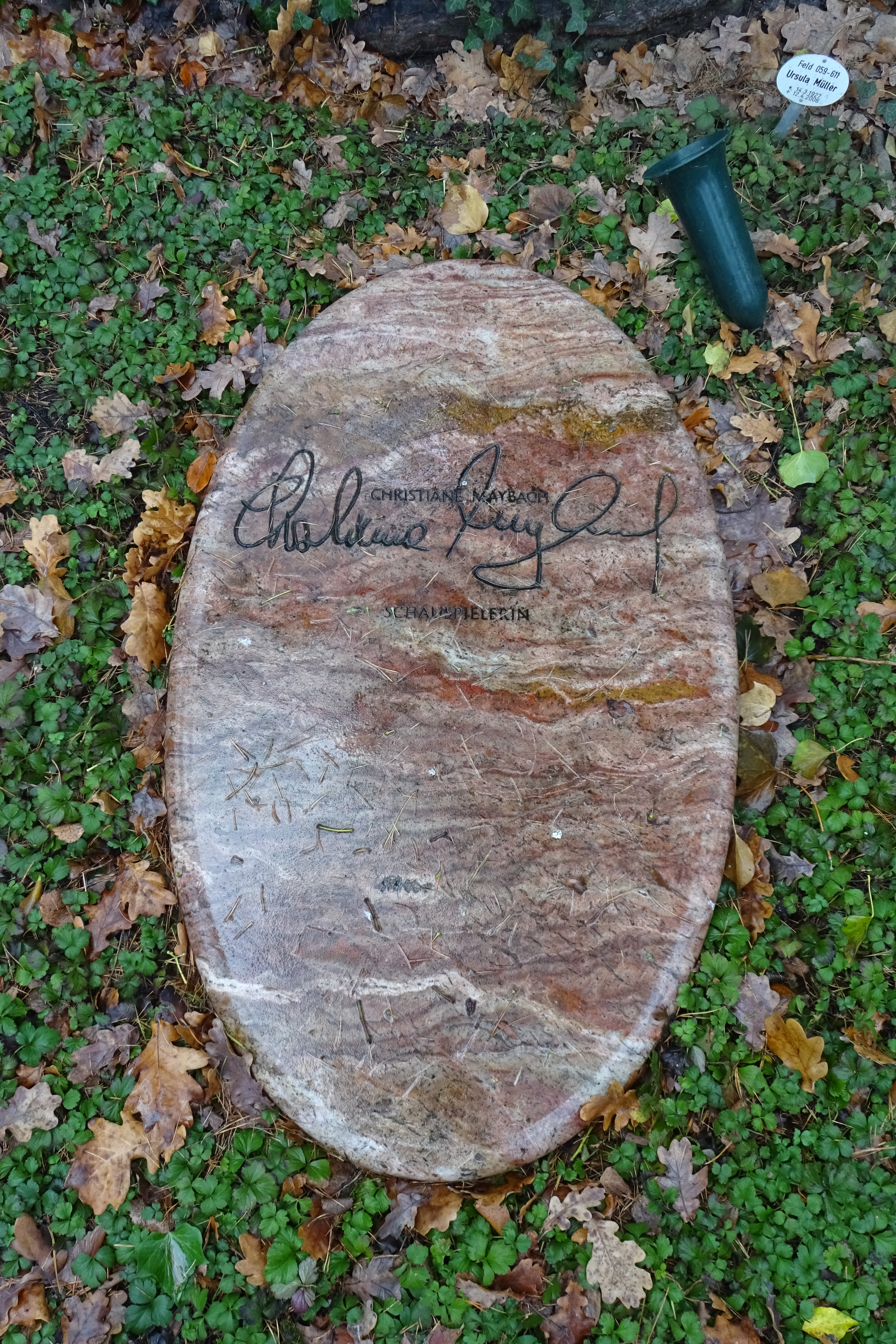
Grabstein von Christiane Maybach auf dem Waldfriedhof Zehlendorf

Christiane Maybach beendete ihre Schullaufbahn mit dem Abitur und besuchte ab 1956 die Schauspielschule des Schillertheaters in Berlin. Anschließend studierte sie Ballett und spielte am Schauspielhaus Zürich (1957–1958) und unter Gustaf Gründgens am Schauspielhaus in Hamburg (1959).
Später begann sie in Wien ihre Karriere als „Marilyn Monroe“, wo sie wegen ihrer Ähnlichkeit mit dem Sexsymbol der 1950er-Jahre die ideale Besetzung für Rollen war, die Marilyn Monroe im Kino verkörpert hatte. In zumeist kleineren Rollen war sie auch in mehreren Filmen der Nachkriegszeit zu sehen, so in dem internationalen Streifen Axel Munthe – Der Arzt von San Michele von 1962 neben O. W. Fischer. Später arbeitete sie viel mit Rainer Werner Fassbinder, unter anderem in Welt am Draht, Faustrecht der Freiheit, Berlin Alexanderplatz und Satansbraten.
Erste Seifenoper-Erfahrungen sammelte sie im Jahr 1992 in der Rolle der Isabelle Bornat in Gute Zeiten, schlechte Zeiten. Ab der ersten Folge der Daily-Soap Unter uns am 28. November 1994 war sie auf RTL als Hausbesitzerin Margot Weigel vor der Kamera zu sehen. Diese Rolle verkörperte sie bis zum 16. Dezember 2005 (Folge 2739). In Folge 2744 hörte man sie noch in einem Anruf. Margot Weigel starb wenige Monate später dann außerhalb des Seriengeschehens während eines Aufenthaltes in Australien.
Als Synchronsprecherin lieh sie ihre Stimme unter anderem Diane Fletcher (Macbeth) und Stella Stevens (Girls! Girls! Girls!). Außerdem machte sie sich als Chansonsängerin einen Namen.
Maybach starb am 12. April 2006 in ihrer Wohnung in Köln an den Folgen einer Krebserkrankung. Zu Ehren der verstorbenen Schauspielerin wurde am 29. August 2006 eine Gedenkfolge von Unter uns ausgestrahlt. Maybach, die zeitlebens unverheiratet und kinderlos war, lebte abwechselnd in Köln und Berlin.

## Filmografie
- 1951: Fanfaren der Liebe
- 1952: Ich hab’ mein Herz in Heidelberg verloren
- 1954: Feuerwerk
- 1955: Heimatland
- 1955: In Hamburg sind die Nächte lang
- 1956: Ein Mann muß nicht immer schön sein
- 1956: Musikparade
- 1957: Das Glück liegt auf der Straße
- 1957: Das Mädchen ohne Pyjama
- 1957: Schütze Lieschen Müller
- 1957: Gruß und Kuß vom Tegernsee
- 1957: Zwei Bayern im Harem
- 1958: Der lachende Vagabund
- 1958: Sehnsucht hat mich verführt
- 1958: Stefanie
- 1958: Wenn die Bombe platzt
- 1958: Hoppla, jetzt kommt Eddie
- 1959: Die Nackte und der Satan
- 1959: Sehnsucht hat mich verführt
- 1959: Heimat – Deine Lieder
- 1960: Das kunstseidene Mädchen
- 1960: Gaslicht
- 1960: Die tausend Augen des Dr. Mabuse
- 1961: Eine hübscher als die andere
- 1961: Küß mich Kätchen
- 1962: Axel Munthe – Der Arzt von San Michele
- 1962: Tunnel 28
- 1963: Die Firma Hesselbach (Fernsehserie, 1 Folge)
- 1963: Es war mir ein Vergnügen
- 1964: Das Haus auf dem Hügel
- 1964: Fernfahrer – Start 9.15 Uhr
- 1965: Der Spleen des George Riley
- 1965: Der Marquis – der Mann, der sich verkaufen wollte (El marques)
- 1965: Unser Mann aus Istanbul (Operación Estambul)
- 1965: Sherlock Holmes’ größter Fall (A Study in Terror)
- 1965: Gestatten, mein Name ist Cox (Fernsehserie, mehrere Folgen)
- 1966: Irrungen, Wirrungen
- 1966: Rembrandt 7 antwortet nicht
- 1966: Gewagtes Spiel (Fernsehserie, 1 Folge)
- 1967: Immer Ärger mit den Lümmeln (Top Crack)
- 1969: Weiße Haut auf schwarzem Markt
- 1971: Das Freudenhaus
- 1971: Dollars/Der Millionenraub
- 1972: Die liebestollen Apothekerstöchter
- 1972: Dem Täter auf der Spur (Fernsehserie, 1 Folge)
- 1972: Im Auftrag von Madame (Fernsehserie, 1 Folge)
- 1973: Alle Menschen werden Brüder
- 1973: Welt am Draht
- 1973: Hamburg Transit (Fernsehserie, 1 Folge)
- 1975: Faustrecht der Freiheit
- 1976: Satansbraten
- 1978: Spiel der Verlierer
- 1978: Kommissariat 9 (Fernsehserie, 1 Folge)
- 1979: Schöner Gigolo, armer Gigolo
- 1980: Berlin Alexanderplatz
- 1982: Rom ist in der kleinsten Hütte
- 1983: Die unglaublichen Abenteuer des Guru Jakob
- 1984: Die Story
- 1985: Das Wunder
- 1985: Gefahr für die Liebe – AIDS
- 1985: Ein Heim für Tiere (Fernsehserie, 1 Folge)
- 1986: Liebling Kreuzberg (Fernsehserie, 1 Folge)
- 1987: Hals über Kopf (Fernsehserie, 1 Folge)
- 1988: Die Gunst der Sterne
- 1988: Die Venusfalle
- 1989: Großstadtrevier (Fernsehserie, 1 Folge)
- 1990: Drei Damen vom Grill (Fernsehserie, 1 Folge)
- 1992: Der Landarzt (Fernsehserie, 1 Folge)
- 1992: Gute Zeiten, schlechte Zeiten (Fernsehserie, 6 Folgen)
- 1992: Wolffs Revier (Fernsehserie, 1 Folge)
- 1993: Nie wieder Alkohol
- 1994–2005: Unter uns (Fernsehserie)
- 1995: Notaufnahme
- 1995: Die Wache (Fernsehserie, 1 Folge)